# 朱蕤
朱蕤（？—），女，中华人民共和国政治人物，曾任国有重点大型企业监事会主席，中国女企业家协会会长。